# エルミこうのす

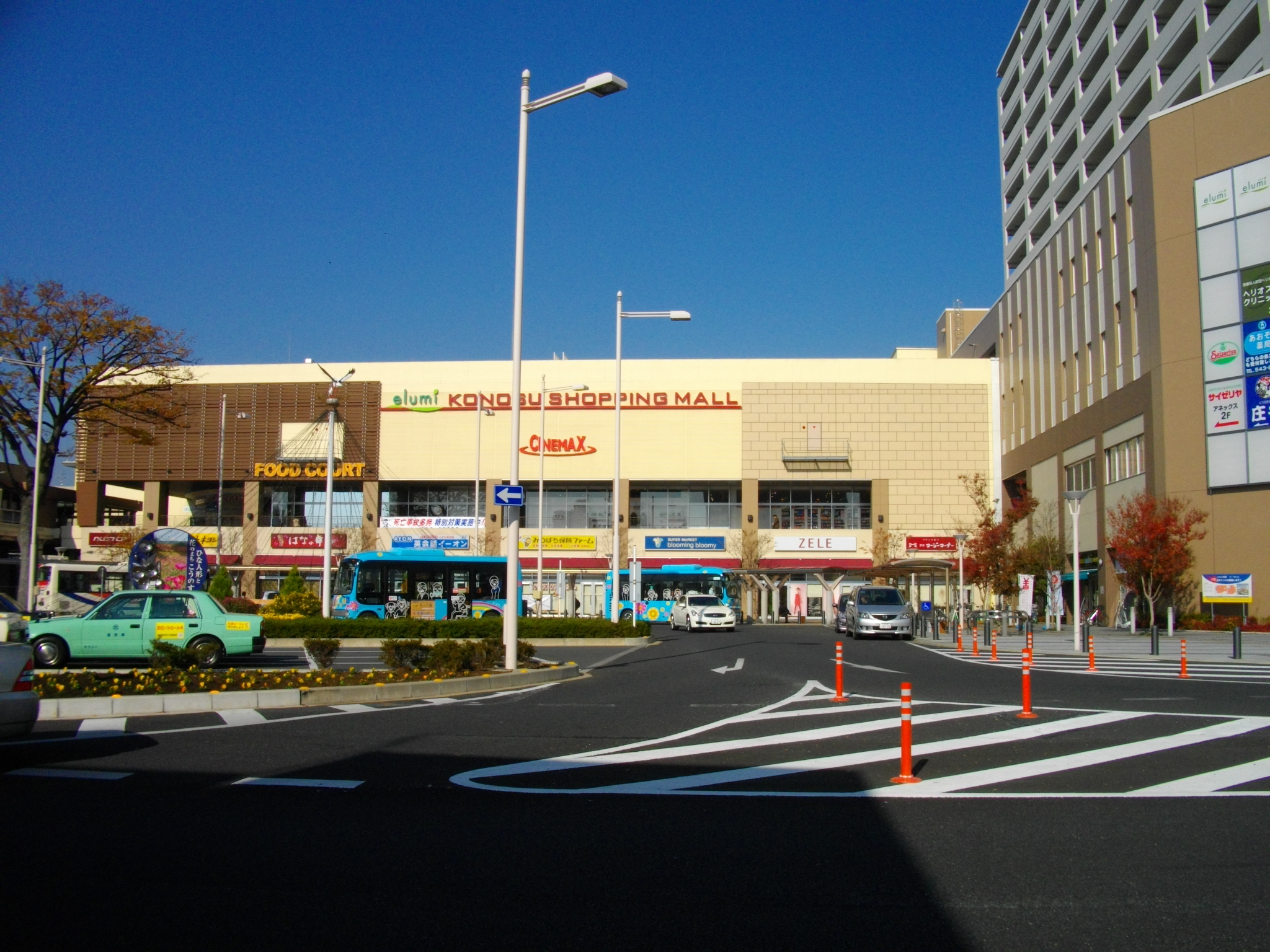
ショッピングモール外観（2010年11月、右奥の建物はマンション棟。ショッピングモールの裏手に駐車場とアネックスがある）

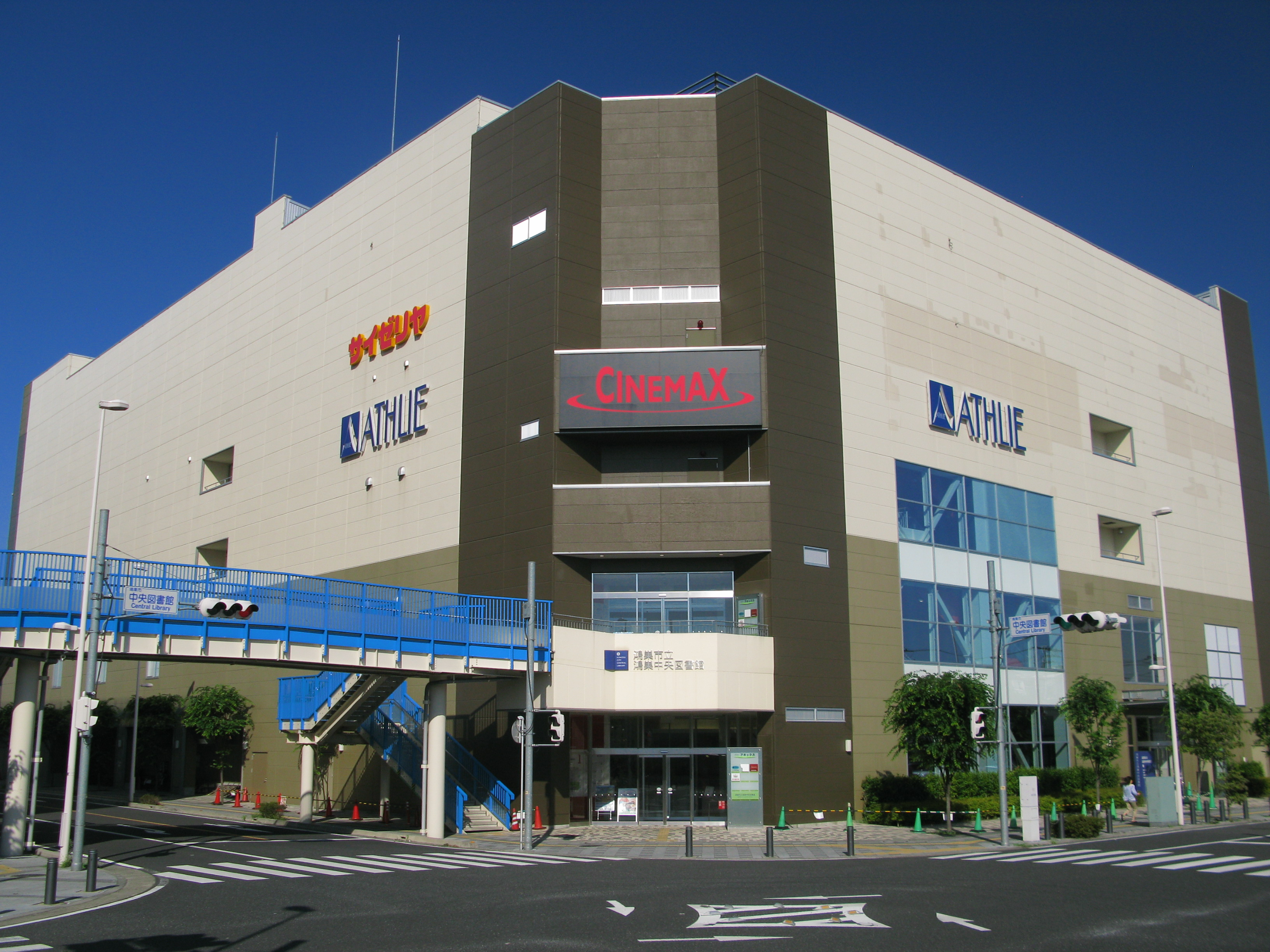
アネックス外観（2012年8月）

エルミこうのすは、埼玉県鴻巣市に所在する再開発ビルである。また、そのビルの保留床取得法人を株式会社エルミ鴻巣という。

## 所在地
- 埼玉県鴻巣市本町一丁目1番2号

## 概要
鴻巣駅東口周辺の再開発（鴻巣駅東口A地区第一種市街地再開発事業）における中核と言えるビル。大成建設が施工している。
A1街区・A2街区に分けて開発した。
A1街区のビル（商業棟・マンション棟）は、2007年（平成19年）10月25日にプレオープン、同年10月27日に本開業した。A1街区のビルは鴻巣駅と隣接しており、2階で鴻巣駅コンコース（改札階）（ペデストリアンデッキ）、1階はビルと一緒に再開発によって整備された駅ロータリーに直結しており、駅ビルに近い性質を持つ。
A2街区のビル「エルミこうのすアネックス」は、2008年（平成20年）5月23日（飲食店とスポーツジムのみ）開業した。シネマコンプレックスの出店を予定していたワーナー・マイカル・シネマズが撤退したためシネマコンプレックスは開業予定を同年9月に延期したが、シネマコンプレックス出店交渉を担当していたゼファーが、同年7月に民事再生手続を開始、出店交渉は別の会社に引き継がれ、2009年（平成21年）7月15日に「シネマックス鴻巣」として開業した。
しかし、2011年（平成23年）3月11日に発生した東北地方太平洋沖地震（東日本大震災）の影響で休止となり、同年12月15日に閉館した。映画館はその後鴻巣市によって取得され、東映系のシネコン会社ティ・ジョイへ運営を委託する形で合意。「公設民営」（多目的ホールA、兼用のシアター1兼多目的ホールB、営業専用のシアター2-8で構成）の形で2013年（平成25年）7月5日に“日本初の市民ホール融合型シネマコンプレックス”「こうのすシネマ」として再開された。

## 入居施設

### エルミこうのす

#### 1号館
- 公共施設
- クリニック
- マンション「エルミ鴻巣ファーストレジデンス」

#### 2号館
- 商業施設「エルミこうのすショッピングモール」
- 鴻巣市鴻巣駅東口第1駐車場

### エルミこうのすアネックス
- スポーツスパ アスリエ
- 鴻巣中央図書館
- シネマコンプレックス「こうのすシネマ」（2013年7月5日開館[3]）

## エルミこうのすショッピングモール
A1-2ビルの商業エリアに設置された商業施設である。いなげやの新業態店舗「blooming bloomy」の2号店（鴻巣駅前店）を核店舗として、75のテナントが入居する。
近接する熊谷市でニットーモールを運営していた日東都市開発が管理運営する予定で、計画やテナント探しを行なっていたが、日東都市開発は開業を目前に控えた2007年10月1日をもって三菱商事都市開発に吸収合併されたため、同社が引き継いで運営を開始した。詳細な日付は不明だが、2016年より三菱商事都市開発から売却され、グンゼ系のグンゼ開発による運営となっている（公式サイトのフッタ部参照）。なお、同時期にニットーモールは丸紅系に売却されており、関係性が無くなった。
施設内ではイベントも多く開催されている。2018年に開催される予定だった「夏休み特別企画！自衛隊と警察ふれあいフェスタ2018」は、日本共産党とその関連組織新日本婦人の会などが商業施設で子供たちに迷彩服を試着させるのは違和感があるなどとして抗議し、中止に追い込まれた。

### テナント
出店テナント全店の一覧・詳細は公式サイト「フロアガイド」を参照。

#### 1階
- blooming bloomy
- 銀座コージーコーナー
- マツモトキヨシ
- カルディコーヒーファーム
- レストラン（3店舗）
- フードコート（6店舗）
- 王様のお菓子ランド

#### 2階
- SHOO LA RUE（シュー・ラ・ルー）
- ハニーズ
- 無印良品
- Milluflora（ミルフローラ）
- Mcdonald's
- おたからや
- ａｕ
- ソフトバンク

#### 3階
- POLA THE BEAUTY
- セリア
- リブロ
- タイトーFステーション
- パシオス